# Ла-Динь-д’Амон
Ла-Динь-д’Амо́н (фр. La Digne-d'Amont) — коммуна во Франции, находится в регионе Лангедок — Руссильон. Департамент коммуны — Од. Входит в состав кантона Лиму. Округ коммуны — Лиму.
Код INSEE коммуны — 11119.

## Население
Население коммуны на 2008 год составляло 279 человека.
| 1962 | 1968 | 1975 | 1982 | 1990 | 1999 | 2008 |
| ---- | ---- | ---- | ---- | ---- | ---- | ---- |
| 150  | 163  | 142  | 211  | 256  | 252  | 279  |

## Экономика
В 2007 году среди 175 человек в трудоспособном возрасте (15—64 лет) 130 были экономически активными, 45 — неактивными (показатель активности — 74,3 %, в 1999 году было 65,4 %). Из 130 активных работали 113 человек (56 мужчин и 57 женщин), безработных было 17 (6 мужчин и 11 женщин). Среди 45 неактивных 11 человек были учениками или студентами, 19 — пенсионерами, 15 были неактивными по другим причинам.